# Kalotina Island
Kalotina Island (englisch; bulgarisch остров Калотина ostrow Kalotina) ist eine in südost-nordwestlicher Ausrichtung 630 m lange und 350 m breite Felseninsel im Palmer-Archipel vor der Westküste der Antarktischen Halbinsel. Sie liegt 0,47 km nördlich des Quinton Point vor der Goten-Halbinsel an der Nordwestküste der Anvers-Insel.
Britische Wissenschaftler kartierten sie 1980. Die bulgarische Kommission für Antarktische Geographische Namen benannte sie 2013 nach der Ortschaft Kalotina im Westen Bulgariens.